# Simon Marius
|  | No s'ha de confondre amb Johann Simon Mayr. |

Simon Marius (alemany: Simon Mayr)  (Gunzenhausen, 10 de gener de 1573 - Ansbach, 26 de desembre de 1624), va ser un astrònom alemany que va reclamar a Galileu el descobriment dels quatre grans satèl·lits de Júpiter.

## Vida i obra
Va néixer el 10 de gener de 1573 a Gunzenhausen a l'antiga regió de Francònia (actualment es troba a Baviera, sud d'Alemanya). Durant la seva època d'estudiant a la ciutat de Heilsbronn, es va començar a interessar per l'astronomia i la meteorologia. El 1601 va aconseguir una feina de matemàtic a la ciutat d'Ansbach on passaria la major part de la seva vida.
El 1614 va publicar una obra titulada Mundus Iovialis on descrivia el planeta Júpiter i els seus satèl·lits. En ella reclamava haver descobert les quatre grans llunes del planeta uns dies abans que Galileo Galilei. Galileu havia publicat el seu descobriment quatre anys abans, en la seva obra Sidereus Nuncius. Això va conduir a una disputa entre els dos astrònoms en la que Galileu acusava a Marius de mentider i de plagi. Galileu va poder demostrar que l'única observació de Marius que era tan antiga com les seves era una que coincidia amb el diagrama publicat en el Sidereus per a aquella mateixa data.
Actualment, es considera possible que Marius descobrís les llunes de forma independent, però ho va fer almenys alguns dies més tard que Galileu; en cas de ser així, seria l'única persona coneguda en haver observat les llunes en el període anterior a la publicació de les observacions de Galileu. Independentment de la prioritat del descobriment, els noms mitòlogics pels que aquests satèl·lits són coneguts actualment: (Ió, Europa, Ganimedes i Cal·listo) són els que Marius els va donar en el seu moment.
Simon Marius també va reclamar ser el descobridor de la galàxia d'Andròmeda (llavors anomenada nebulosa), que en realitat ja havia estat observada per astrònoms àrabs de l'edat mitjana.
Va morir de malaltia el 26 de desembre de 1624 a Ansbach (sud d'Alemanya).